# Mentre tutto scorre
Mentre tutto scorre è il terzo album in studio del gruppo musicale italiano Negramaro, pubblicato il 4 marzo 2005 dalla Sugar Music.
L'album è rimasto 83 settimane consecutive nella classifica dei dischi più venduti in Italia.
L'album è presente nella classifica dei 100 dischi italiani più belli di sempre secondo Rolling Stone Italia alla posizione numero 38.

## Descrizione
Nel brano Solo per te è presente la partecipazione del trombettista Paolo Fresu.
L'immensità è la cover della celebre canzone scritta nel 1967 da Mogol, Detto Mariano e Don Backy e portata al successo da quest'ultimo e da Johnny Dorelli.
L'album è stato promosso con il Mentre tutto scorre Palatour 2006.
Dopo 90 settimane, ovvero 20 mesi, Mentre tutto scorre esce dalla Classifica FIMI Album alla posizione numero 82.
Il 25 novembre 2005 viene pubblicata la Special Limited Edition dell'album. La nuova edizione dell'album è accompagnata dal DVD del concerto che i Negramaro hanno tenuto all'MTV Day 2005 il 17 settembre dello stesso anno a Bologna.

## Tracce
Testi e musiche di Giuliano Sangiorgi, eccetto dove indicato.
1. Nella mia stanza – 3:34
2. Mentre tutto scorre – 3:20
3. Solo3min – 3:38
4. Musa (stanca di essere) – 3:32
5. I miei robot – 4:20
6. Estate – 2:58
7. Ogni mio istante – 4:23
8. Nuvole e lenzuola – 3:21
9. Sui tuoi nei – 3:40
10. L'immensità – 3:36 (testo: Don Backy, Mogol – musica: Don Backy, Mariano Detto)
11. Scomoda-mente – 3:53
12. Solo per te – 10:05 – Il brano "Solo per te" dura 4:05. Dopo 3 minuti di silenzio (4:05 - 7:05), inizia la traccia nascosta strumentale "Trouble", le cui note richiamano il brano "Scomoda-mente". Questo brano strumentale è stato realizzato dal componente Andrea Mariano sotto lo pseudonimo di Andro.i.d.

Durata totale: 50:20
Tracce bonus (download digitale)
1. Nubes y sábanas (nuvole e lenzuola) – 3:21
2. Astolfo – 4:24

## Formazione
Gruppo
- Giuliano Sangiorgi – voce, chitarra; pianoforte in Solo per te
- Emanuele Spedicato – chitarra
- Ermanno Carlà – basso
- Andrea Mariano – pianoforte, Fender Rhodes, organo Hammond, sintetizzatore
- Danilo Tasco – batteria
- Andrea De Rocco – campionatore, organetto

Altri musicisti
- Corrado Rustici – programmazione; arrangiamenti orchestrali in Ogni mio istante; chitarra in Ogni mio istante, Nuvole e lenzuola, I miei robot e L'immensità
- Paolo Fresu – tromba in Solo per te
- Roberta Mazzotta, Valentina Marra – violino in Nuvole e lenzuola, Ogni mio istante e Estate
- Armando Ciardo – viola in Nuvole e lenzuola, Ogni mio istante e Estate
- Jacopo Conoci – violoncello in Nuvole e lenzuola, Ogni mio istante e Estate
- Bambini del 1º Istituto Comprensivo "G. Strafella" di Copertino – cori in I miei robot

## Classifiche

### Classifiche settimanali
| Classifica (2005) | Posizione massima |
| ----------------- | ----------------- |
| Italia            | 3                 |

### Classifiche di fine anno
| Classifica (2005) | Posizione |
| ----------------- | --------- |
| Italia            | 12        |
| Classifica (2006) | Posizione |
| Italia            | 29        |
| Classifica (2008) | Posizione |
| Italia            | 93        |